# Ameisensäure-tert-butylester
Ameisensäure-tert-butylester ist eine chemische Verbindung aus der Gruppe der Carbonsäureester.

## Gewinnung und Darstellung
Ameisensäure-tert-butylester kann durch Reaktion von tert-Butanol mit Ameisensäure in Gegenwart von Schwefelsäure gewonnen werden. Die Verbindung entsteht auch bei der Umsetzung von Calciumformiat mit Ameisensäure. Es ist eines der Nebenprodukte des Abbaus von Methyl-tert-Butylether (MTBE).

## Eigenschaften
Ameisensäure-tert-butylester ist eine farblose Flüssigkeit. In der Umwelt zersetzt sich die Verbindung hauptsächlich durch Hydrolyse zu tert-Butylalkohol und Ameisensäure. Die Halbwertszeiten in wässriger Lösung liegen bei 6 Stunden bei einem pH-Wert von 2 (bei 4 °C), bei 5 Tagen bei pH 7 (bei 22 °C) und 8 Minuten bei pH 11 (bei 22 °C).

## Verwendung
Ameisensäure-tert-butylester kann in Benzinformulierungen verwendet werden.